# Hehe Xiexie
Hehe Xiexie, ou Hehe, Xiexie est une sculpture urbaine d’extérieur en acier chromé, créée en 2009-2010 par Zhang Huan dans le cadre de Art for the World, une collection de vingt sculptures monumentales exposées durant l'Expo Axis organisée par Jean-Gabriel Mitterrand pour l'Exposition universelle de 2010. Elle est toujours installée sur le boulevard de l'Expo situé à Shanghai, en Chine.
Une version réduite est présente dans la rue Sherbrooke, à Montréal, au Canada, pendant une semaine en mai 2017, le temps de l'exposition du Musée des beaux-arts intitulée « La balade pour la paix ».

## Description

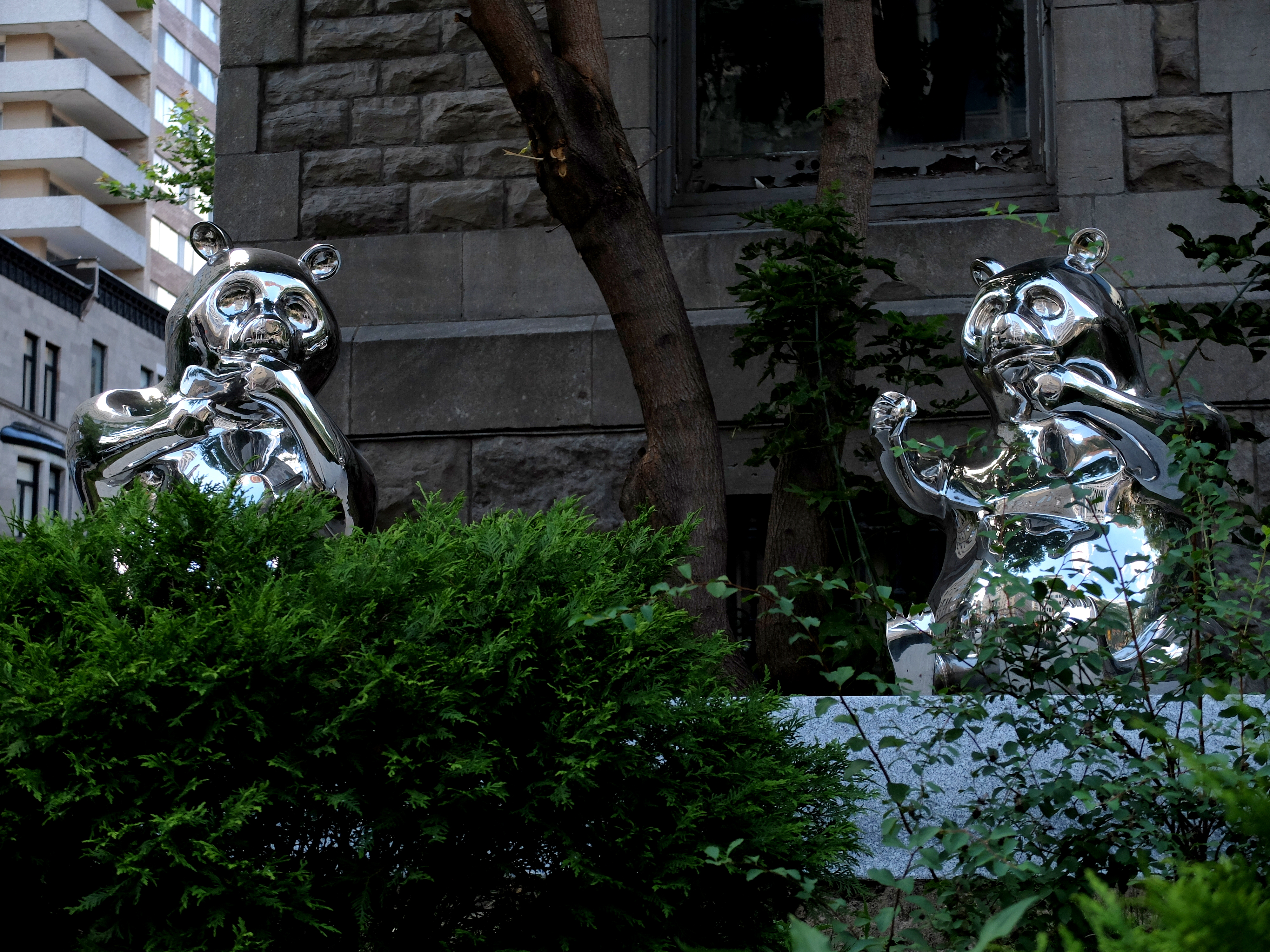
Version réduite de l'œuvre à Montréal, en 2017.

Hehe Xiexie représente deux « peluches » de pandas géants qui, selon Huan, représentent la paix dans le monde, l'harmonie entre l'Homme et la nature, une société harmonieuse, un monde harmonieux, le vivre-ensemble [et] une Expo harmonieuse. Sur son site web, l'artiste fait référence à Confucius, et à l'idéal bouddhiste d'harmonie, l'œuvre étant en effet nettement influencée par la philosophie bouddhiste. Il ajoute que « Hehe Xiexie est une représentation de deux pandas assis qui nourrissent le rêve, la droiture, le courage, la persévérance, l'optimisme, la tolérance et la générosité ». L'un s'appelle « Hehe », l'autre « Xiexie ». Leur nom se traduit par « Harmonie », en français, ou plus exactement, « Hehe » signifie « grande paix » et « Xiexie » « grande harmonie ».
Ils sont faits d'acier inoxydable à finition par polissage en miroir, et mesurent respectivement 600 cm sur 420 cm sur 380 cm et 600 cm sur 426 cm sur 390 cm. Ils ont été fabriqués par le Zhang Huan Studio, et donnés par le Groupe Tomson dans le cadre de la constitution de la Collection de l'exposition universelle.

## Réception
Jessica Beaton et Hunter Braithwaite, de CNN Travels, ont décrit cette sculpture comme étant une « superbe » (great) et « harmonieuse » opportunité de photo.
Dans Le Figaro, la journaliste française Valérie Duponchelle décrit l'œuvre comme « deux mignons pandas en acier chromé ».